# Dircennina
Sous-tribu
Dircennina est une sous-tribu de lépidoptères de la famille des Nymphalidae, de la sous-famille des Danainae et de la tribu des  Ithomiini.

## Liste des genres
Selon NCBI (28 juil. 2012) :
- genre Callithomia
- genre Ceratinia
- genre Dircenna
- genre Episcada
- genre Hyalenna
- genre Pteronymia

Et, en plus,
- genre Haenschia Lamas, 2004[2].

Selon ITIS (28 juil. 2012) :
- genre Dircenna E. Doubleday, 1847